# Jack et le Haricot magique (mini-série)
Pour les articles homonymes, voir Jack et le Haricot magique (homonymie).
Jack et le Haricot magique (Jack and the Beanstalk: The Real Story) est une mini-série américaine réalisée par Brian Henson et diffusée en 2001.

## Fiche technique
- Titre original : Jack and the Beanstalk: The Real Story
- Titre français : Jack et le Haricot magique
- Réalisateur : Brian Henson
- Scénario : James V. Hart
- Durée : 180 minutes
- Dates de premières diffusions : 
  -  États-Unis : 2 décembre 2001 et 4 décembre 2001 sur CBS
  -  France : 1er janvier 2003 sur M6

## Distribution
- Matthew Modine (VF : Emmanuel Jacomy) : Jack Robinson
- Vanessa Redgrave (VF : Perrette Pradier) : la Comtesse Willelmina
- Mia Sara (VF : Anne Rondeleux) : Ondine
- Darryl Hannah (VF : Martine Irzenski) : Thespee
- Jon Voight (VF : Michel Ruhl) : Siggy
- Richard Attenborough : Magog
- Bill Barretta : Thunderdell
- Jonathan Hyde : Dussan
- Honor Blackman : Jules
- Jim Carter : Odin
- JJ Feild (VF : Patrick Mancini) : jeune Jack
- Anton Lesser (VF : Guy Chapellier) : Vidas Merlinis
- James Corden : Bran